# Durumbúza
A durumbúza, más néven kemény(szemű) búza (Triticum durum) ma már széles körben termesztett nemesített búzafaj. Ez egy mesterségesen, háziasításokkal és szelekciókkal kifejlesztett faj melynek ősét a Közel-Keleten és Közép-Európában termesztették i. e. 7000 körül. Kalásza olyan mint a tönkebúzáé (Triticum dicoccum).
A durum latin eredetű szó, jelentése kemény. A búzafajok közül ennek a fajnak a legkeményebbek a szemei. A név arra utal, hogy a magfehérje igen ellenálló, ezért nehezen őrölhető. Ez a tulajdonság igen kedvező búzadara gyártása esetén, és nehezítő tényező más búzafajokhoz képest, lisztté őrléskor. Dacára annak, hogy magas a fehérje tartalma, a durumbúza tésztájában a gluténhálózat gyengébb, mint más fajtáknál. A durumbúza 27%-a kivonható nedves glutén. Ez mintegy 3%-kal magasabb, mint más közönséges búza esetén (T. aestivum L.).

## Genetikai háttér
Durumbúza egy tetraploid búza, amely kromoszómáinak száma 28. Ellentétben a kenyérbúza félékkel melyek 42 kromoszómával rendelkeznek. Ennek is köszönhető, hogy a durumbúza nem ellenálló az erős csípős őszi és a tavaszi hideg időjárással szemben.
Durumbúza intergenerikus hibridizációból származik, (ennek lényege, hogy két külön nemzetségbe tartozó fajok közötti keresztezés útján jött létre) amely két diploid fű faj: T. urartu (2n = 2x = 14, AA genom), valamint a B-genom diploid Aegilops speltoides (2n = 2x = 14, SS genom) keresztezése. Az így létrejött új faj allopolyploid.

## Felhasználása
A kereskedelmi forgalomban kapható száraz tészta (ezek főként olasz tészták) alapanyaga szinte kizárólag a durumbúza. A legtöbb friss házitészta készítéséhez is durumbúzát használnak, vagy a durumbúza és más lágyabb búzák keverékét.
Hántolt őröletlen, vagy durvára őrölten használják búzadara formában kuszkusznak, észak-afrikai, illetve a közel-Keleti területeken. Készítenek belőle bulgurt, piláfot és sok egyéb ételt. Az észak-afrikai és Közel-Keleti területeken fontos konyhai alapanyag. Használják levesekhez, főzelékekhez, kásához, tölteléknek, süteményekhez. Ahol finomabbra őrlik ott készítenek belőle kenyeret is. A Közel-Keleten használják lepényekhez, Európában pizzatésztához, de akár tortákhoz is. Ahol azonban követelmény a tészta lágysága, ott más búzafajok lisztjét használják.
A durumbúza liszt és dara jó alapanyag tészták készítéséhez, mert a tésztamassza könnyen kezelhető, így könnyen lehet formálni belőle például tésztalapot. Szerkezetileg a tésztamassza rugalmas, de mégis erős marad, ellentétben a kenyérhez használatos lisztfélékkel. A durumbúza gazdag gluténben, de ez az erős sejtfehérjében kötött formában van jelen, így nehezen hozzáférhető. A durumbúza kevéssé alkalmas kenyér készítésére, mert bár fehérjetartalma majdnem olyan magas, mint az erősebb őszi és tavaszi búzáké, a kötött gluténtartalom miatt nem tud annyira megkelni, mint az a kenyérnél elvárható. Bár előfordul olyan kenyérkészítmény is, amely 100 százalékban durumbúzából készül, de jellemzően a durumbúza kenyerek alapanyagául szolgáló liszteket keverik más, szabadabb gluténtartalmú lisztekkel, a megfelelő gluténszerkezet kialakulásának érdekében. Az egyszerű durumbúzából készített kenyerek laposak, sűrűek, kismértékben tartalmaznak buborékos részeket, és rendkívül rugalmasak. Nyers tésztája könnyebben hasad, könnyebb alakítani.
Már a 10. és a 15. századból is rendelkezünk írásos emlékkel a tésztákhoz történő felhasználásáról.

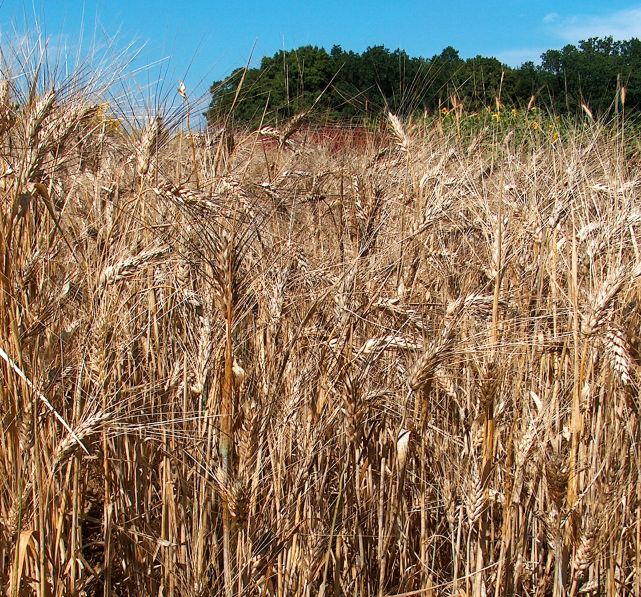
durumbúza Triticum durum
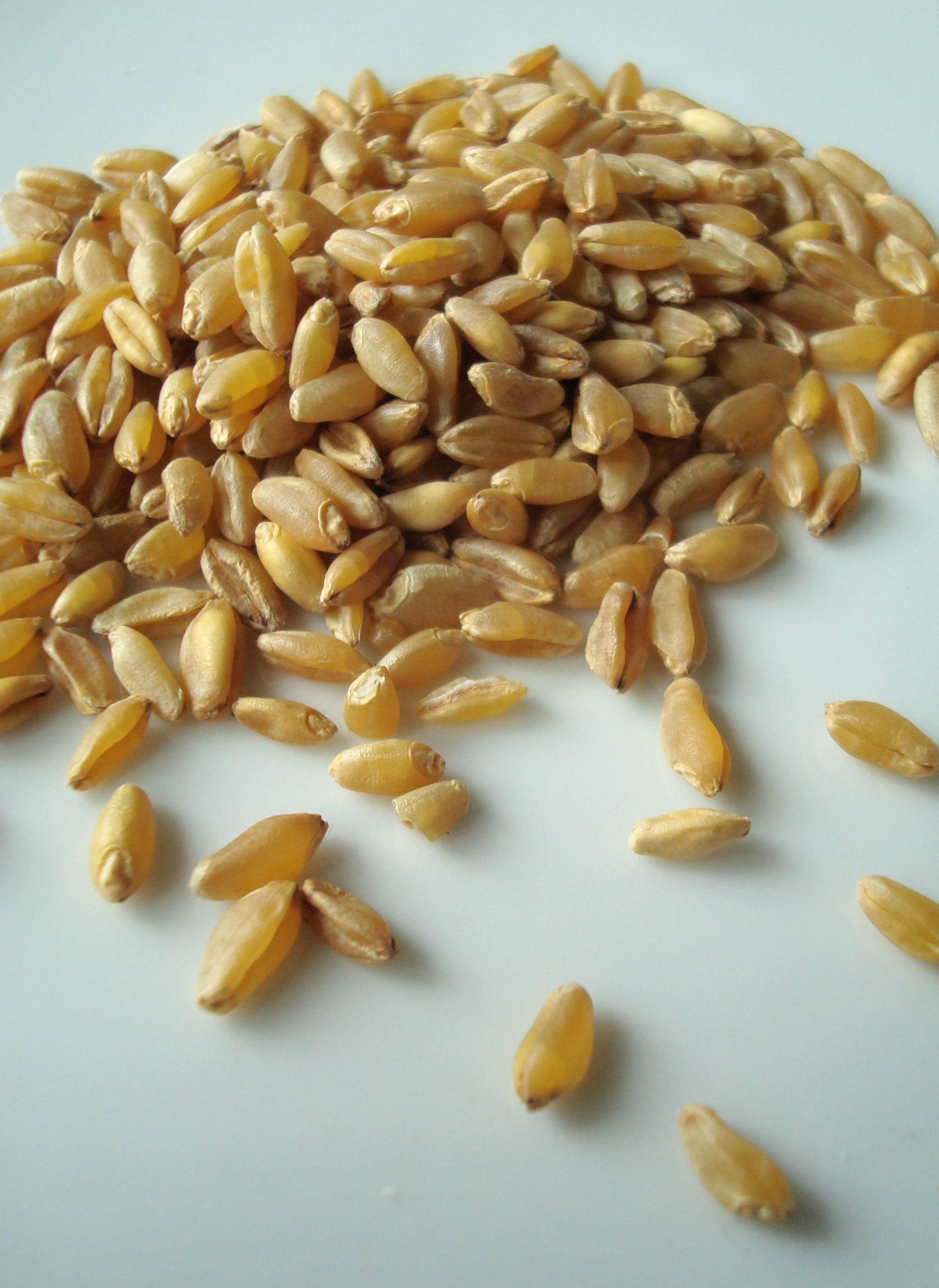
durumbúza szemek egy porcelán tányéron
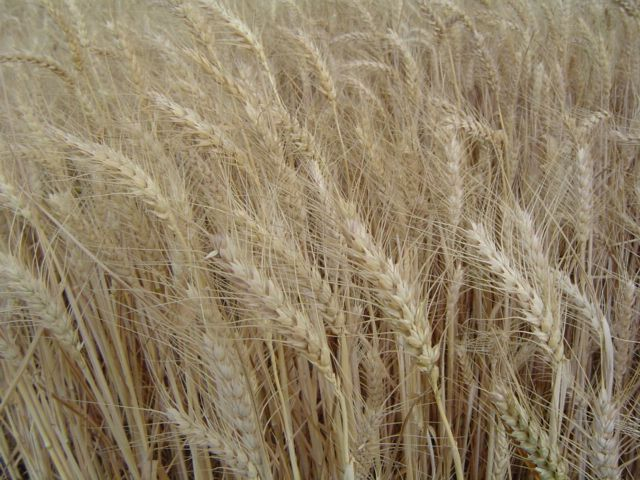
durumbúza Spanyolországban
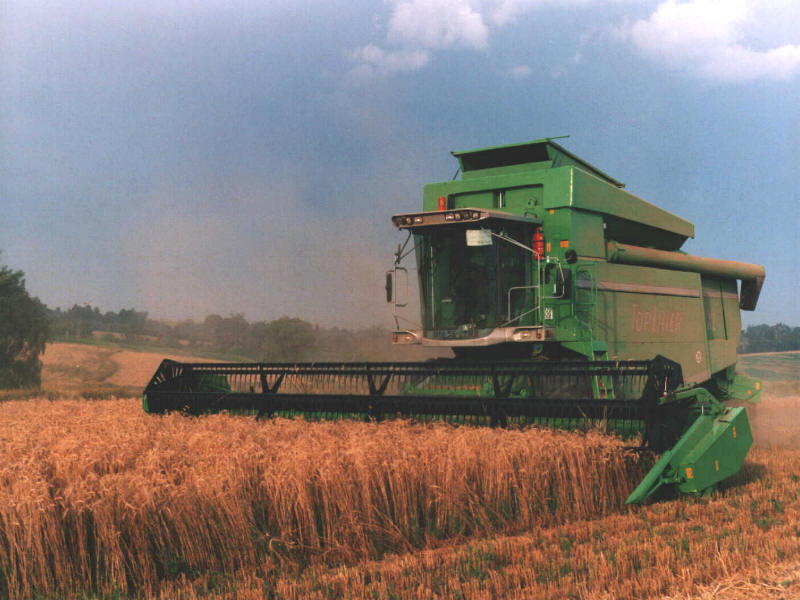
durumbúza aratás Afrikában
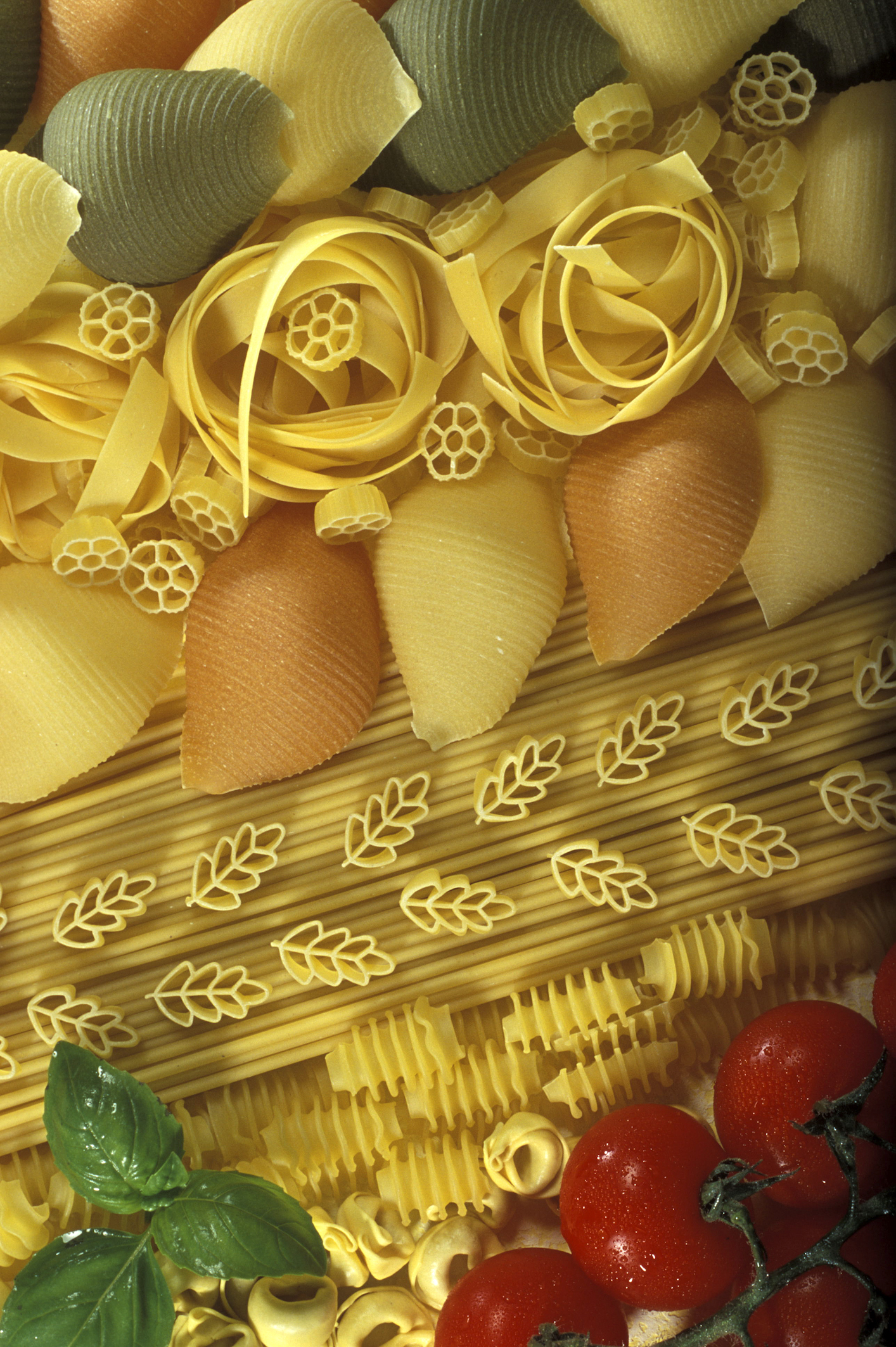
tészta durumbúzából

## Termelés
Napjainkban a legnagyobb mennyiségben a durumbúza egy borostyán változatát termesztik, melynek szemei borostyán színűek és nagyobbak mint más durumbúza fajtáké. Ennek a fajtának sárgább színű a magfehérje mely következtében a belőle készített tészta is sárgább. Az ebből előállított lisztből és búzadarából készített tészták prémium minőségűek. Létezik a durumbúzának egy piros szemű változata is, ezt főként állatok takarmányozására használják.
Megművelt területeken a durumbúza nagyobb termést ad más búzákhoz képest, kevés csapadék mellett. Öntözés esetén még jobb hozam érhető el, de erre ritkán kerül sor. A 20. század első felében, Oroszországban széles körben elterjedt búzafaj volt. Bár Nyugat-Ázsiában az egyik legfontosabb élelmiszer növény, mégsem elterjedt a termesztése, így behozatalra szorulnak. Nyugaton (Kanadában) a durumbúza borostyán változatát termesztik nagy mennyiségben, búzadarának tésztákhoz. Innen sok kerül exportra Olaszországba.
A Közel-Keleten és Észak-Afrikában, a helyi kenyérgabona termesztés felét durumbúza adja. Európában számos ország termeszti kereskedelmi szempontból jelentős mennyiségben.
| Régió         | Terület (1000 ha) | Termelés (1000 tonna) |
| ------------- | ----------------- | --------------------- |
| Nyugat-Európa | 2490              | 5730                  |
| Észak-Amerika | 2960              | 5756                  |
| Dél-Amerika   | 102               | 196                   |
| Közel-Kelet   | 4462              | 6950                  |
| Észak-Afrika  | 3290              | 3214                  |
| Mások         | 3756              | 3540                  |
| Világ         | 17 060            | 25 360                |

## Tápérték
A durum összetétele függ mind a környezeti feltételektől (talaj, klíma), mind a termesztési eljárásoktól (trágyázás, növényvédelem).
Összetevők 100 g ehető egységenként:
| Összetevők |        |
| ---------- | ------ |
| Víz        | 10,9 g |
| Fehérje    | 13,7 g |
| Zsírok     | 2,5 g  |
| Szénhidrát | 71,1 g |

| Ásványi anyagok |        |
| --------------- | ------ |
| Nátrium         | 2 mg   |
| Kálium          | 431 mg |
| Magnézium       | 144 mg |
| Kalcium         | 34 mg  |
| Vas             | 3,2 mg |
| Cink            | 4,2 mg |
| Foszfor         | 508 mg |

| Vitaminok            |        |
| -------------------- | ------ |
| Retinol (A1-vitamin) | 0 µg   |
| Tiamin (B1-vitamin)  | 420 µg |
| B6-vitamin           | 420 µg |
| Folsav               | 43 µg  |
| C-vitamin            | 0 mg   |

1 mg = 1000 µg
A durum energia tartalma 1424 kJ (339 kcal)  100 g ehető egységenként.

## Fordítás
- Ez a szócikk részben vagy egészben  a   Durum című angol Wikipédia-szócikk ezen változatának fordításán alapul.  Az eredeti cikk szerkesztőit annak laptörténete sorolja fel. Ez a jelzés csupán a megfogalmazás eredetét és a szerzői jogokat jelzi, nem szolgál a cikkben szereplő információk forrásmegjelöléseként.